# Ferdinand de Lesseps (pilote automobile)
Pour les articles homonymes, voir Lesseps.
Ferdinand-Noël Jacques Marie de Lesseps (né le 25 juin 1957 à Boulogne-Billancourt) est un photographe et un pilote de course automobile de voitures de sport et de sport-prototypes.

## Biographie
Fils de Victor de Lesseps et arrière-arrière-petit-fils de Ferdinand de Lesseps, constructeur des canaux de Suez et de Panama.

## Carrière sportive
Il débute en 1982 en Formule 3. Il y reste 2 saisons ou il gagne le championnat de France F3 (B), puis court en Europa Cup de 1984 à 1985. Il quitte alors la monoplace, et prend part aux courses du groupe A
Cherchant un volant stable, il s'exile aux États-Unis pour se faire connaître, et aux volants de Tiga et de Spice, participe en 1989 et 1990 à des courses IMSA.
Il revient en Europe pour l'écurie Chamberlain Engineering et participe aux épreuves du Championnat du monde des voitures de sport avec laquelle il devient champion du monde des voitures de sport catégorie FIA Cup en 1992 en remportant la totalité des 6 manches.
Il participe également 5 fois aux 24 Heures du Mans, au championnat de France de Supertourisme en 1991 et 1992 et au Procar belge.
En 2000, il court pour Larbre Compétition en FIA GT.

## Palmarès
- Vainqueur de la catégorie C2 du Championnat du monde des voitures de sport en 1992
- Vainqueur du SuperSport Trophy en 1996
- Vainqueur du Venturi Trophy en 1992
- Vainqueur du BPR Global Gt Series avec Jacques Tropenat en 1994
- 1er en GT et 4e 24h Daytona
- 5eme Scratch 24h de Spa Francorchamps 1993 (avec Jack Leconte & Pierre de Thoisy)

## Résultats aux 24 Heures du Mans
| Année | Voiture           | Équipe                                | Équipiers                           | Résultat |
| ----- | ----------------- | ------------------------------------- | ----------------------------------- | -------- |
| 1990  | Spice SE87C       | Pierre-Alain Lombardi                 | Pierre-Alain Lombardi / Denis Morin | ABD.     |
| 1991  | Spice SE89C       | Euro Racing / Chamberlain Engineering | John Sheldon / Charles Rickett (en) | ABD.     |
| 1992  | Spice SE89C       | Chamberlain Engineering               | Richard Piper / Olindo Iacobelli    | 14e      |
| 1993  | Lotus Esprit S300 | Lotus Sport / Chamberlain Engineering | Richard Piper / Olindo Iacobelli    | ABD.     |
| 1995  | Venturi 600 LM    | Eric Graham                           | François Birbeau / Eric Graham      | ABD.     |